# Vicenç Tonijuan i Garcia
Vicenç Tonijuan i Garcia (Barcelona, 14 de gener de 1902 - Barcelona, 30 de desembre de 1983) fou un futbolista català de la dècada de 1920.
Començà la seva trajectòria a l'Internacional del barri de Sants. La temporada 1922-1923 fou fitxat pel RCD Espanyol. Malgrat jugar només dues temporades al club, ha passat a la història de l'entitat en ser l'autor del primer gol marcat a l'Estadi de Sarrià, en un partit davant la UE Sants l'any 1923. Entre 1923 i 1926 jugà a la UE Sants, hereva de l'Internacional, amb gran brillantor. La temporada 1926-1927 jugà al FC Barcelona on guanyà una Copa d'Espanya. A continuació jugà al Terrassa FC dues temporades. La temporada 1929-30 retornà al RCD Espanyol, disputant un total de 7 partits de lliga. Seguidament, des de desembre de 1930, jugà al Reial Oviedo, passant les dues temporades següents a ser entrenador de l'equip. La temporada 1932-33 assolí l'ascens a primera divisió, però no continuà al capdavant de l'equip per no considerar-hi preparat, segons ell.
Tonijuan també practicà l'atletisme amb bons resultats a inicis de 1920, principalment en curses de cros.